# Вудбери (округ Оринџ, Њујорк)
Вудбери (енгл. Woodbury, Orange County) град је у америчкој савезној држави Њујорк.

## Демографија
По попису из 2010. године број становника је 10.686.
| Група             | 2000.    | 2010.         |
| Белци             | 0 (0,0%) | 7.795 (72,9%) |
| Афроамериканци    | 0 (0,0%) | 610 (5,7%)    |
| Азијати           | 0 (0,0%) | 560 (5,2%)    |
| Хиспаноамериканци | 0 (0,0%) | 1.552 (14,5%) |
| Укупно            | 0        | 10.686        |